# Pseudoboa serrana
Pseudoboa serrana là một loài rắn trong họ Rắn nước. Loài này được Morato, Moura-Leite, Prudente & Bérnils miêu tả khoa học đầu tiên năm 1995.